# Амфіон і Зет

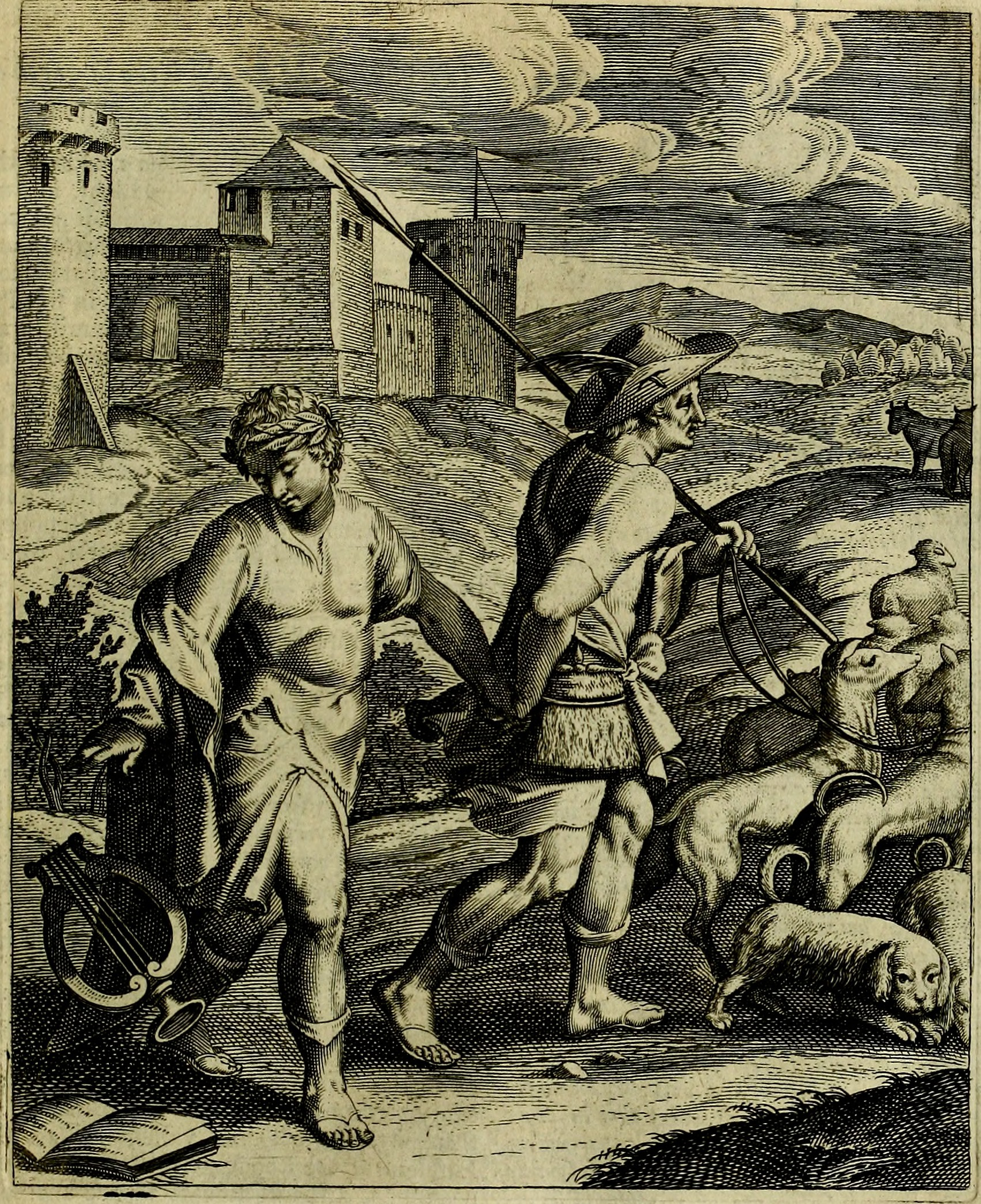
Амфіон і Зет

Амфіон (/æmˈfaɪ.ɒn/) (давньогрецька: Ἀμφίων, романізована: Amphīōn)) і Зет (/ ˈziːθəs /; Ζῆθος Zēthos) були, у давньогрецькій міфології важливими персонажами в одному з двох міфів про заснування міста Фів, оскільки саме вони побудували міські стіни.

## Міфологія

### Дитинство

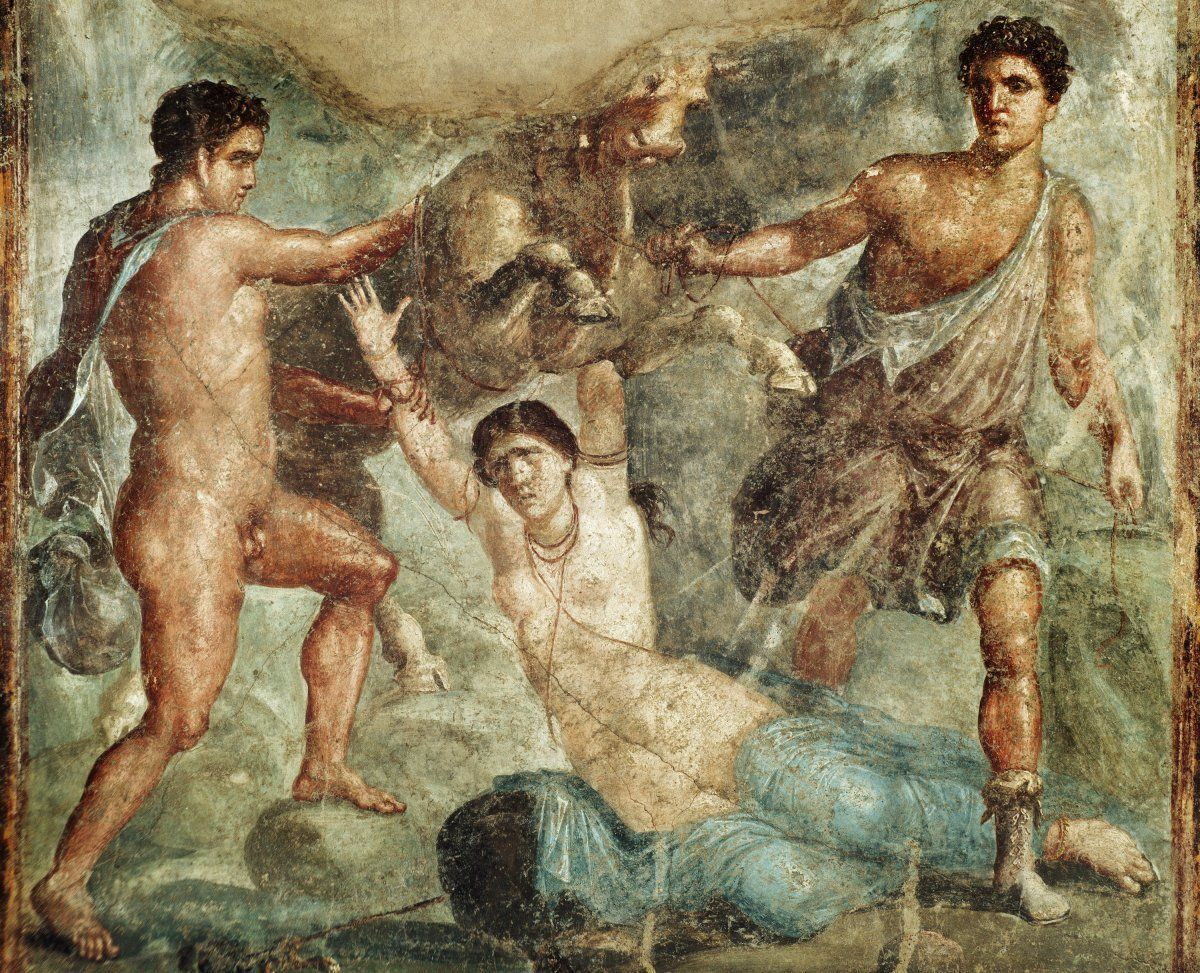
Покарання Дірче - римський настінний розпис в Будинку Веттів, Помпеї.

Амфіон та Зет були синами Антіопи, яка із соромом втекла до Сікіону після зґвалтування Зевсом і вийшла заміж за царя Епопея.  Однак або Ніктей, або Лік напали на Сікіон, щоб відвезти її назад до Фів і покарати.  На зворотному шляху вона народила близнюків і була змушена залишити їх на горі Кітаерон.  Лікус віддав її своїй дружині Дірке, яка багато років поводилася з нею дуже жорстоко.
Зрештою, Антіопа втекла і знайшла своїх синів, які жили поблизу гори Кітаерон.  Переконавшись, що вона їхня справжня мати, вони вбили Дірке, прив’язавши її до рогів бика, зібрали армію і завоювали Фіви, ставши їх володарями.Вони також або вбили Лікуса, або змусили його відмовитися від трону.

### Правління Фів
Амфіон став великим співаком і музикантом після того, як його любий Гермес навчив його грати і подарував йому золоту ліру.  Зетус став мисливцем і пастухом, з великим інтересом до скотарства.  Оскільки Зет асоціювався з землеробством і полюванням, його атрибутом була мисливська собака, а в Амфіони - ліра.Амфіон і Зет побудували укріплення Фів. Вони побудували стіни навколо Кадмеї, цитаделі Фів за наказом Аполлона.Поки Зет намагався нести свої камені, Амфіон грав на лірі, а його камені йшли за ним і м’яко ковзали на місце.

Амфіон одружився з Ніобою, дочкою лідійського царя Тантала.  Через це він навчився грати на своїй лірі в лідійському стилі і додав до неї три струни.Зет одружився з Фівою, на честь якої було названо місто Фіви.  В іншому випадку королівство було названо на честь їхнього гаданого батька Феоба

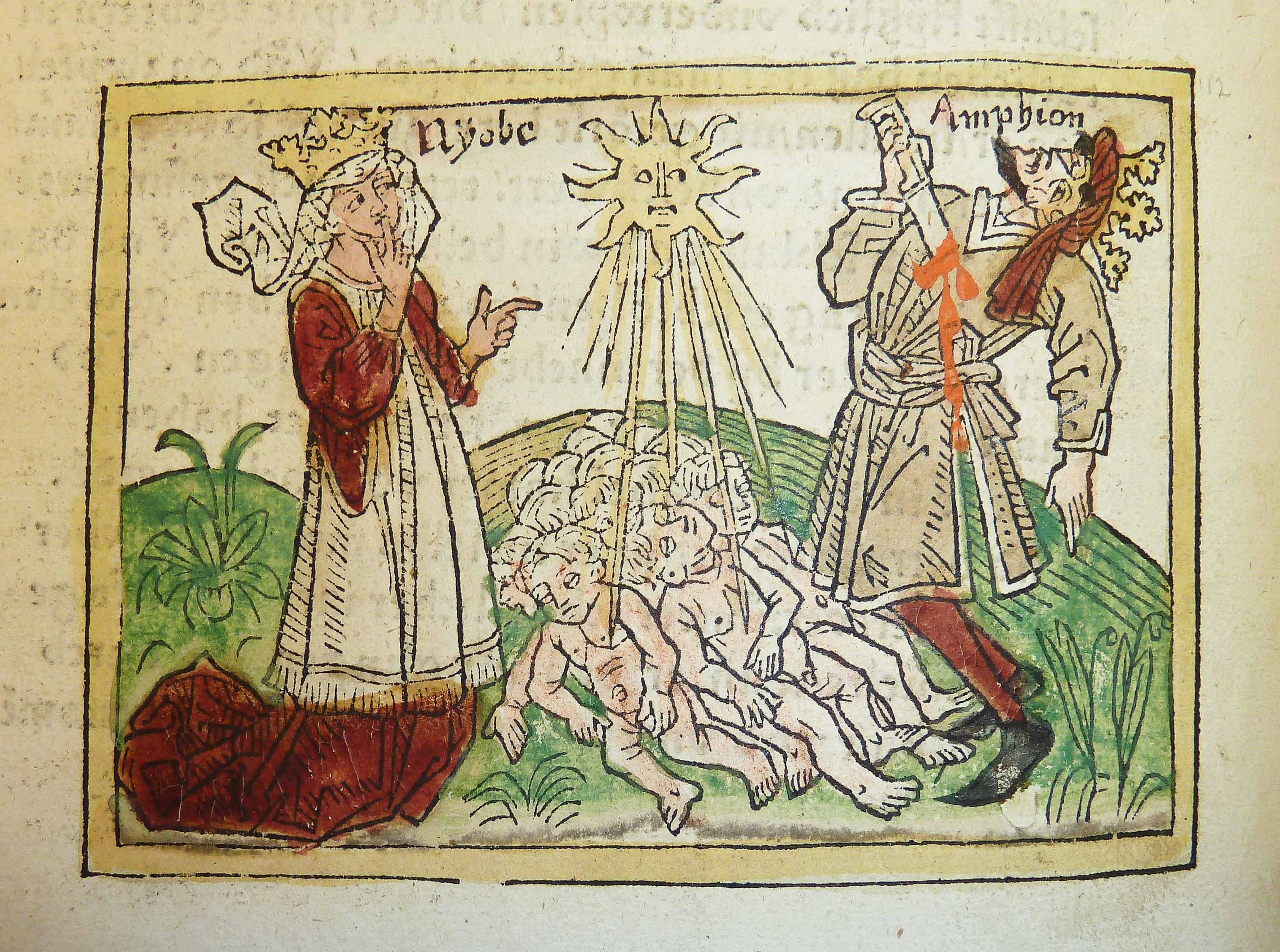
Гравюра Ніоби, Амфіона та їхніх мертвих синів, надрукована Йогансом Зайнером (близько 1474 р.)

### Пізніші невдачі
Дружина Амфіона,Ніоба, мала багато дітей, але зухвала була і через це образила богиню Лето, у якої було лише двоє дітей, Артеміда і Аполлон.  Діти Лето в помсту вбили дітей Ніоби (див. Ніоба).  Це надзвичайна гордість Ніоби за своїх дітей, яка образила Аполлона та Артеміду, спричинила смерть її дітей. В Овідія Амфіон покінчує життя самогубством із горя;  за словами Телесілли, Артеміда і Аполлон вбивають його разом з дітьми.  Гігін, однак, пише, що в своєму божевіллі він намагався напасти на храм Аполлона, і був убитий стрілами бога.
У Зетуса був лише один син, який загинув через помилку своєї матері Фіви, через що Зет убив себе. Однак у «Одіссеї» дружина Зетуса названа дочкою Пандарея в книзі 19, який у пориві божевілля вбив свого сина Ітіла.  і став солов'єм. Після смерті Амфіона і Зетуса Лай повернувся до Фів і став царем.

Порівняйте з Кастором і Полідевком ( Діоскури ) з Греції, а також з Ромулом і Ремом з Риму.Шаблон:Family tree of the Theban royal house

## Галерея

### Амфіон

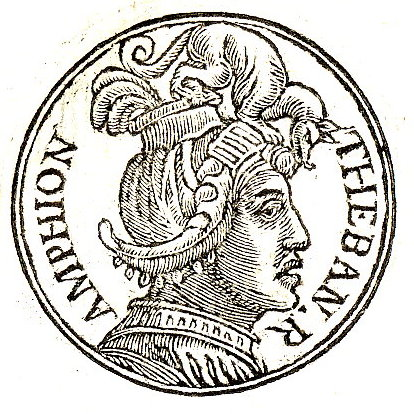
Амфіон, син Зевса й Антіопи, брат-близнюк Зетуса
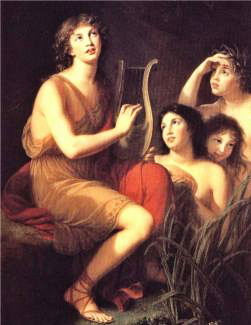
Амфіон, Натан Жаквін (16 листопада 2015 р.)
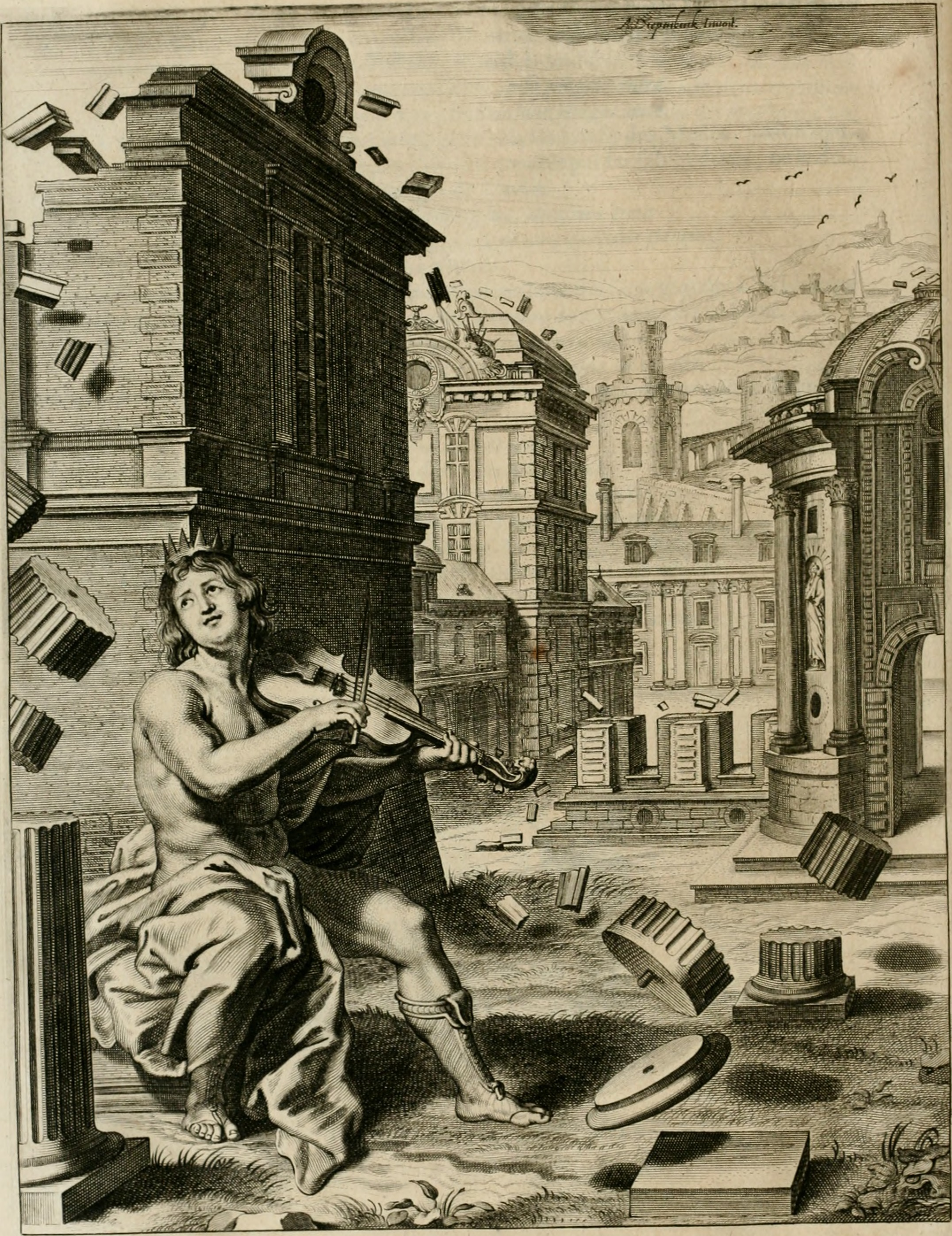
Амфіон
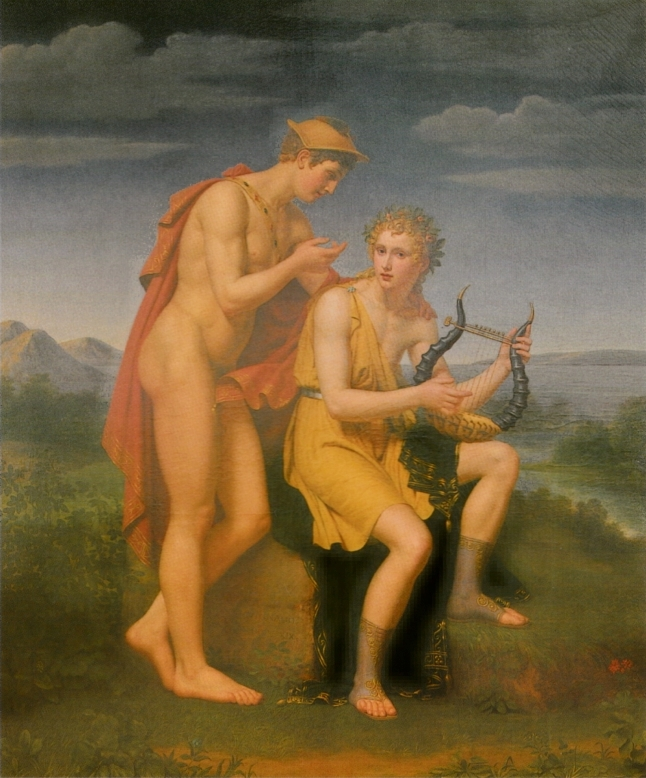
Меркурій і Амфіон, Жан Віньо (1819)
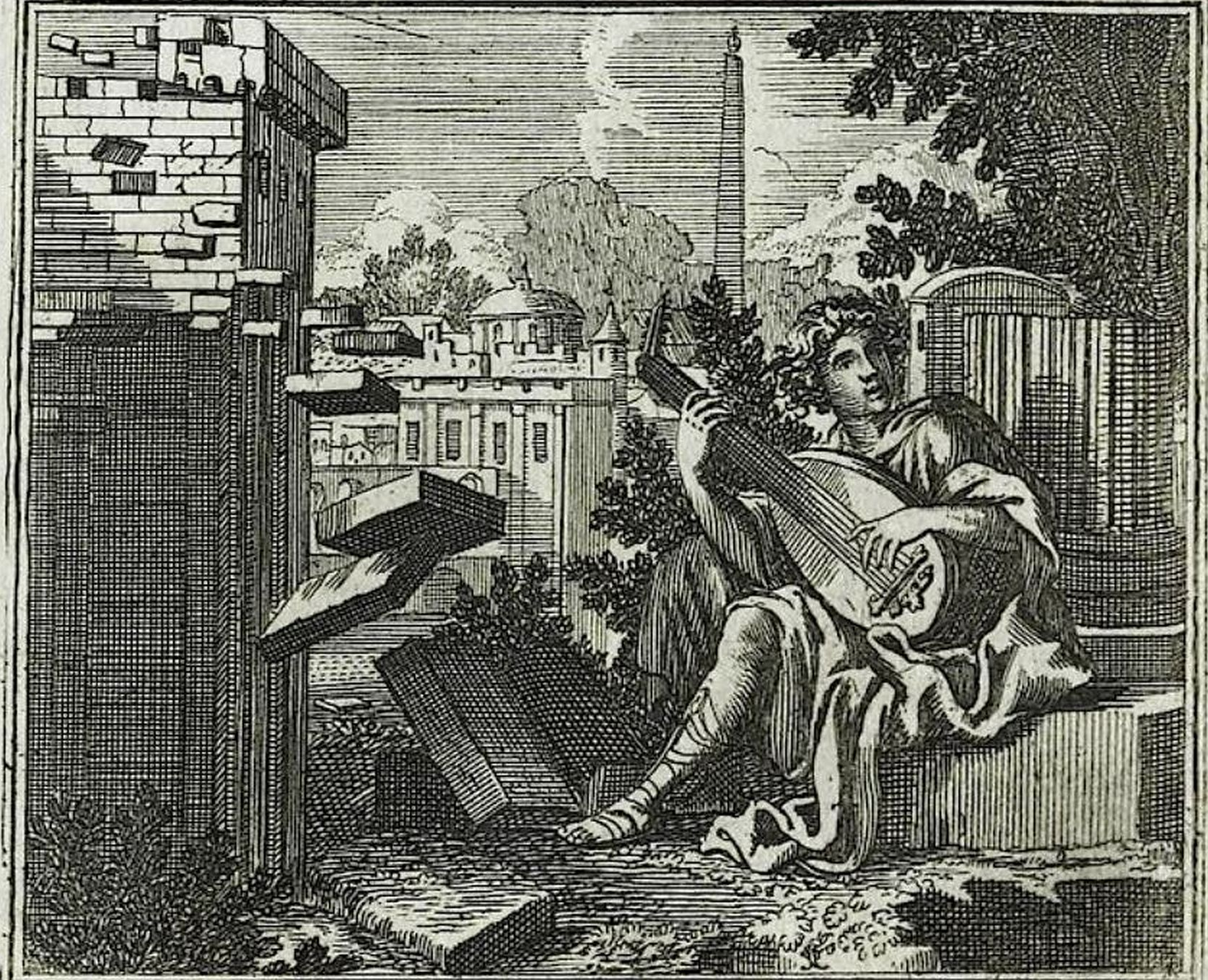
Амфіон, Краус, Йоганн Ульріх (бл. 1690)